# Brioche
La brioche o brioscia è un dolce lievitato, cotto al forno e a volte farcito, di origine francese.
Il suo impasto (detto "pasta brioche"), caratterizzato da tre fasi di lievitazione, si compone di farina, uova, burro o strutto animale, lievito e latte. Per la farcitura della brioche le creme più usate sono la confettura, la marmellata, la crema pasticcera e la crema di cioccolato.
Il termine brioche viene comunemente usato nelle regioni dell'Italia settentrionale per indicare il cornetto: tale uso è scorretto, in quanto cornetto e brioche sono due dolci diversi per impasto e soprattutto per forma.

## Etimologia

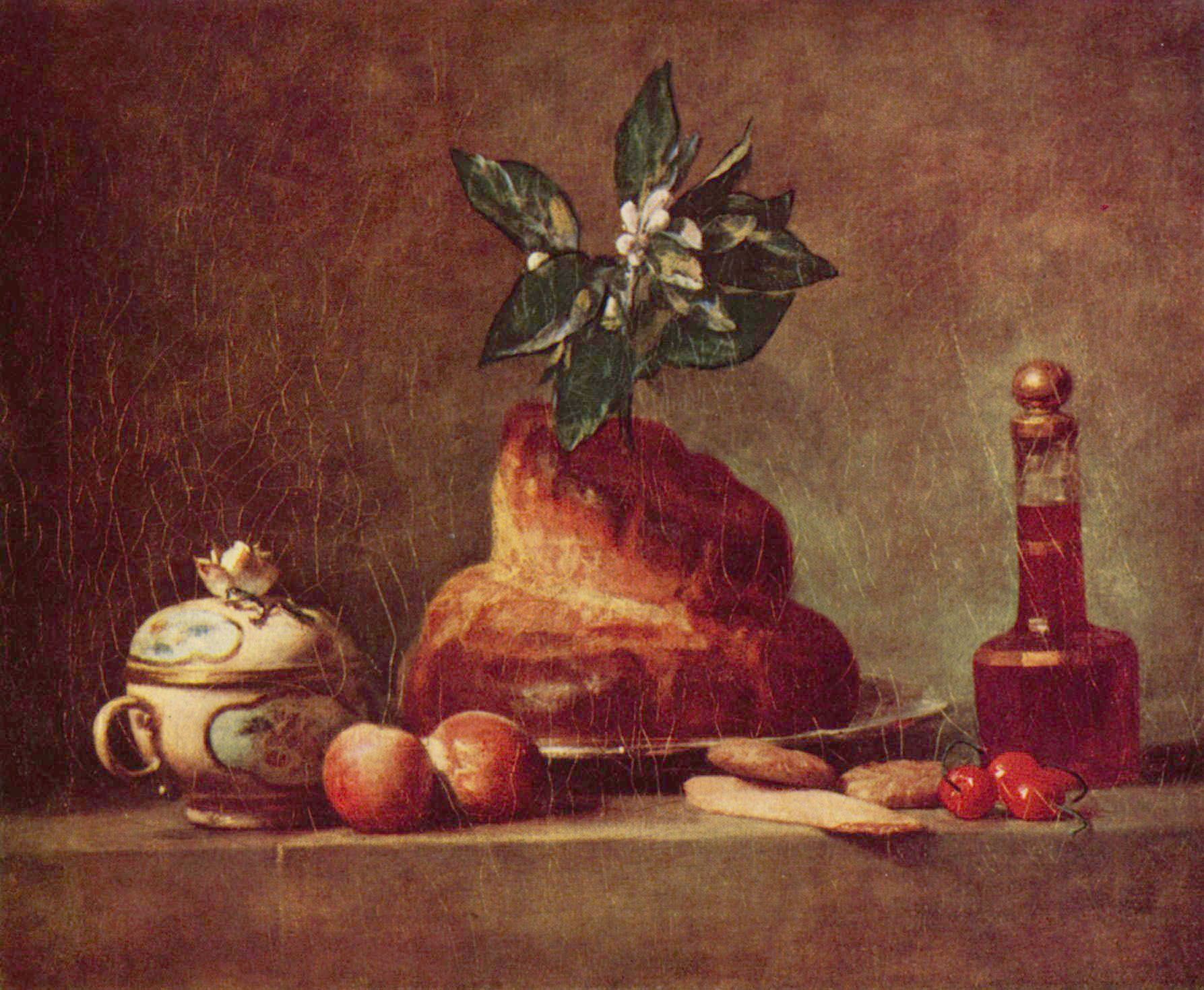
La brioche, Jean-Baptiste-Siméon Chardin, 1763

Il termine brioche, adattato in italiano in "brioscia", deriva dal normanno brier, ossia "impastare" (in francese, broyer). La stessa radice si trova nel nome pain brié, che indica un pane tradizionale della Normandia.
Il primo utilizzo noto del termine brioche in francese risale al 1404. L'origine normanna è assegnata da Cotgrave nel suo Dictionarie of the French and English Tongues del 1611.
La prima occorrenza certa di "brioscia" in italiano è in un testo di cucina edito a Roma nel 1808 (L'Apicio Moderno, 2ª ed.), seguito nei decenni successivi da altri testi di cucina o giornali in Toscana, Piemonte, Lombardia, Campania e Sicilia. Il termine appare poi in un giornale napoletano del 1866, in un contesto nel quale si capisce che è un dolce che si consuma in caffetteria.
Dal 1887, brioscia è attestato come d'uso corrente nel napoletano, mentre la prima attestazione in italiano della forma non adattata, brioche, è del 1905.

## Storia

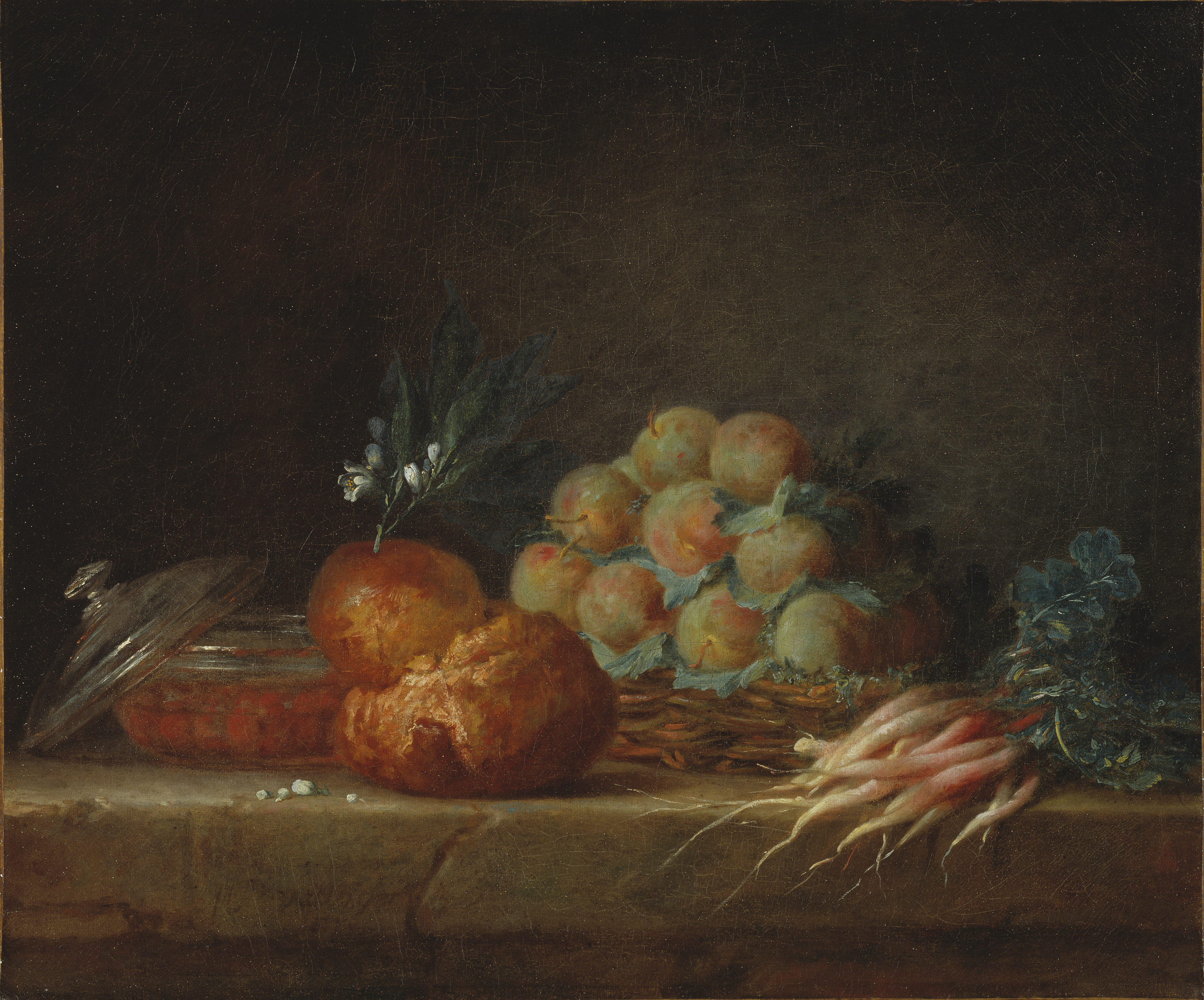
Natura morta con brioche, frutta e verdura, Anne Vallayer-Coster, 1775

La brioche, nella sua ricetta attuale, nacque in Normandia nel XVI secolo, mentre il suo impasto (la pâte à brioche) risale al Medioevo.
In Francia si sviluppò come «una sorta di pane arricchito fin dall'antichità da generazioni di panettieri, poi di pasticceri... con un po' di burro, un po' di uova, zucchero venuto dopo... si sviluppò dal pane benedetto [pain bénit] che via via divenne di migliore qualità, sempre più costoso, sempre meno pane; fino a diventare la gustosa brioche».
Durante il regno di Luigi XIV, i panettieri cominciarono a produrre brioche con una quantità sempre maggiore di burro. Per chi ne aveva le possibilità economiche, «dal tempo di Luigi XIV in poi..., il burro, in ampio utilizzo perlomeno nella metà settentrionale della Francia, era il segreto per fare le brioche». A Gisors, in Normandia, nei giorni di mercato si producevano fino 250-300 kg di brioche".
La prima ricetta di una delle varianti più note, la brioche à tête o brioche parisienne, è datata al 1742.

### In Italia

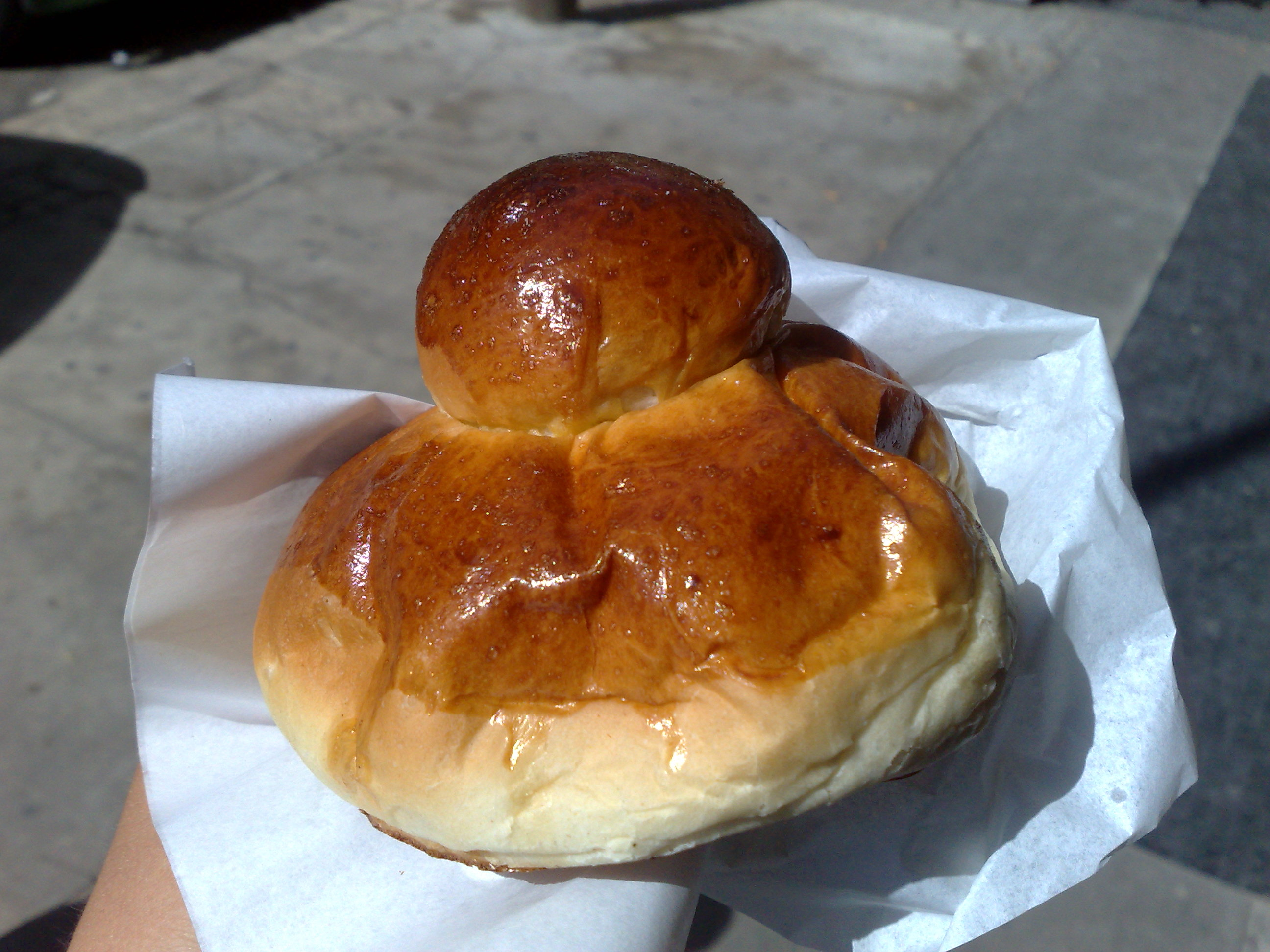
Una brioscia siciliana

Caratteristica della Sicilia è una versione di brioche detta brioscia cû tuppu dalla protuberanza di cui è  dotata al pari della  brioche à tête (tuppu significa chignon, mentre tête significa testa). Secondo alcuni autori la brioche parigina sarebbe stata introdotta nel Sud Italia ai primi dell'Ottocento, al tempo delle guerre napoleoniche e poi adattata e arricchita dalla tradizione siciliana. 
La versione siciliana si differenzia dalla brioche à tête per alcuni ingredienti e per la preparazione che rende l'alveolatura più compatta. Originariamente la brioscia veniva preparata con lo strutto, poiché il burro era un ingrediente troppo costoso, quindi utilizzato solo dalle famiglie benestanti. Oggi invece è più comune trovarla a base di burro, dato che questo è più leggero e meno grasso dello strutto.

## Varianti
- Brioche à tête o brioche parisienne
- Brioscia cû tuppu siciliana
- Tortell o Gâteau des Rois franco-spagnolo
- Brioche de Nanterre
- Brioche vendéenne (o gâche de Vendée) della Vandea
- Brioche tressée (a treccia) di Metz
- Cougnou belga
- Tarte tropézienne di Saint-Tropez
- Pogne di Dauphiné
- Gâteau di Saint-Genix-sur-Guiers
- Chinois o snail pie
- Kipferl austriaco
- Caracole catalana

La brioscia siciliana è servita spesso in accompagnamento alla granita o farcita di gelato. A volte, le brioche con il gelato vengono anche insaporite con ingredienti dolci come il latte di mandorla o la panna montata. In Sicilia, le brioche con il tuppo farcite sono considerate un classico alimento estivo e si mangiano a colazione assieme al caffè o al cappuccino. A seconda delle località si possono notare sostanziali differenze: nel messinese solitamente è più morbida e lievitata; nel catanese ha una consistenza maggiore ed è meno lievitata. 
Sebbene siano considerate un simbolo della pasticceria siciliana, le brioche con il gelato sono diffuse in tutto il mondo: fungono da spuntino e dessert in alcune località degli USA; i venditori ambulanti filippini vendono i gelati (sorbetes) dentro il pane pandesal; il bánh mì kẹp kem del Vietnam è pane bánh mì tagliato in due, farcito con gelato e insaporito con le arachidi tritate. A San Pancrazio, una frazione di Montespertoli, nella città metropolitana di Firenze, dal 1987 si festeggia la "sagra della brioche con gelato".
Nel Salento la brioscia è di forma semisferica leggermente schiacciata, che si distingue dalla brioche classica o dal cornetto sia per la pasta più compatta sia per gli ingredienti e la preparazione.
Nella cucina italiana, il pan brioche è un tipo di pane simile alla brioche. Esistono molte varianti del pan brioche, come il pan brioche dolce , il pan brioche speziato , il pan brioche salato e il pan brioche farcito.

## Citazioni
La più celebre citazione della brioche è stata falsamente attribuita a Maria Antonietta d'Asburgo-Lorena, che, a proposito del popolo sollevato nella cosiddetta "guerra delle farine", causata dalla scarsità del raccolto e dall'alto prezzo dei grani, avrebbe esclamato: «Se non hanno pane, che mangino brioches!»: in realtà la frase fu scritta da Rousseau nelle Confessioni, in riferimento ad un evento del 1741, quando Maria Antonietta non era ancora nata.

## Galleria d'immagini

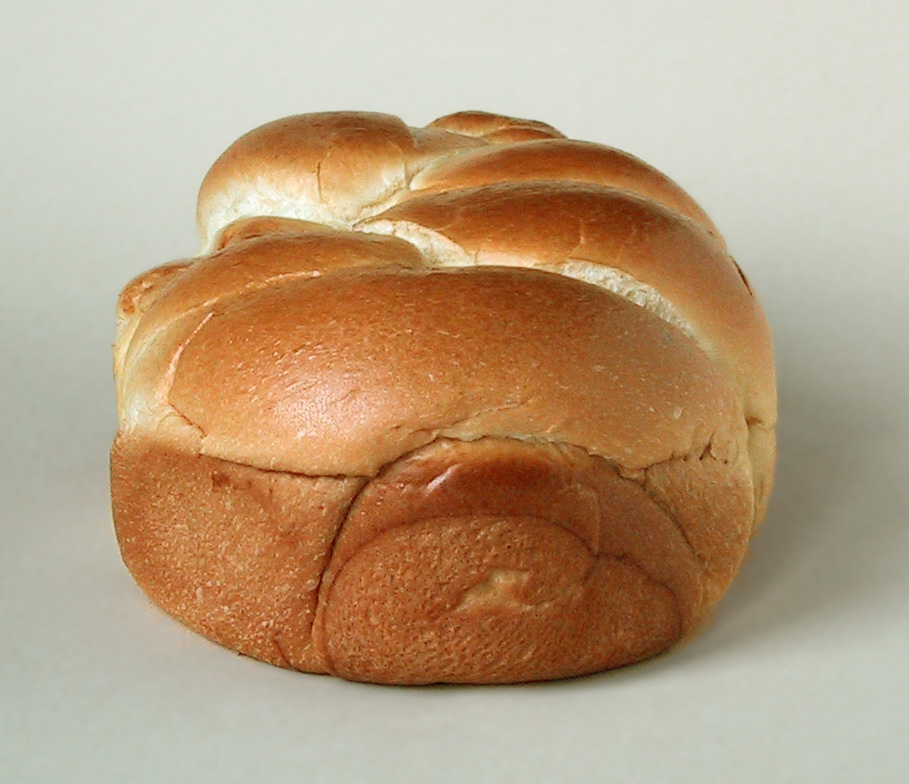
Brioche a treccia di Metz
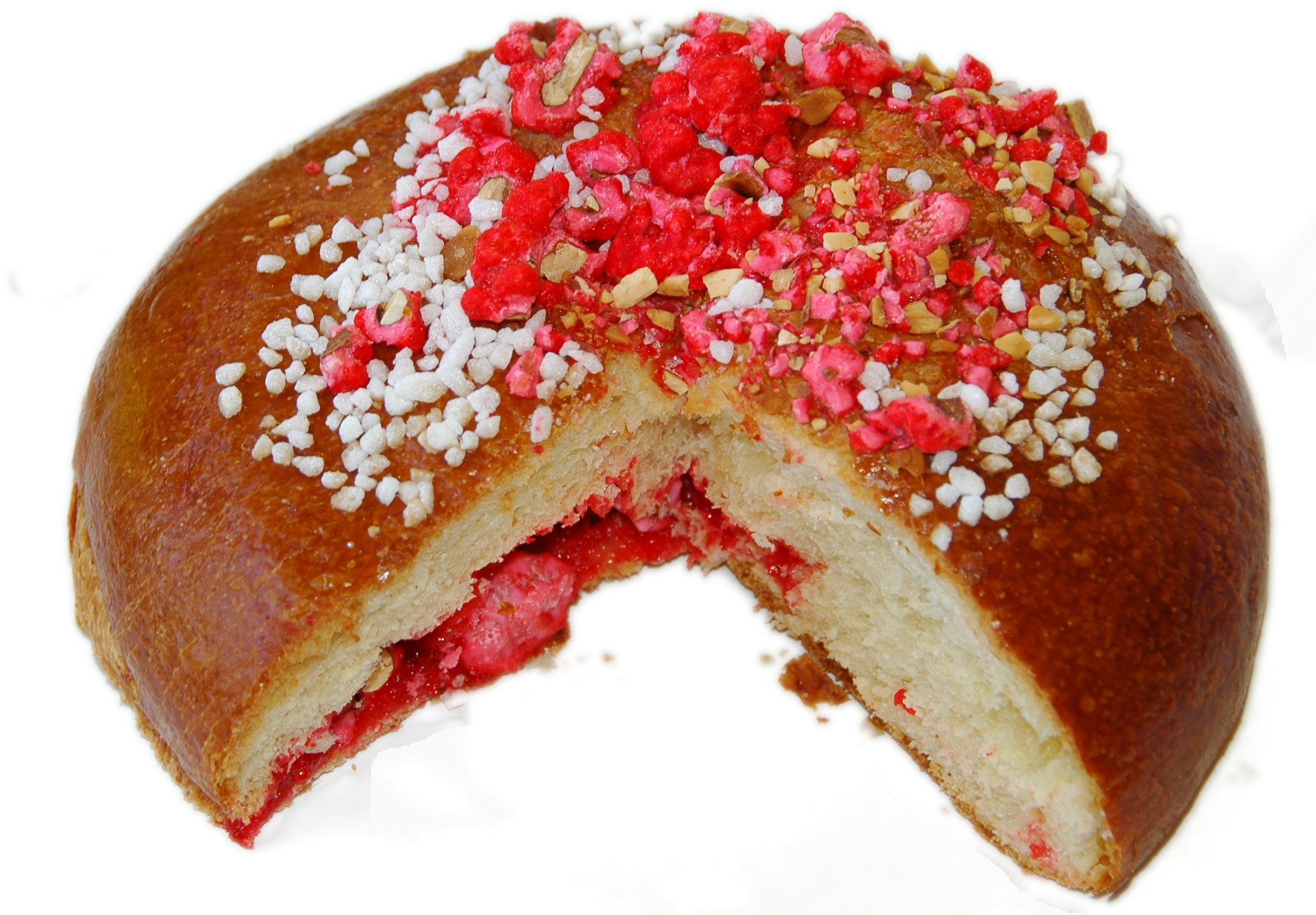
Brioche di Saint Genix
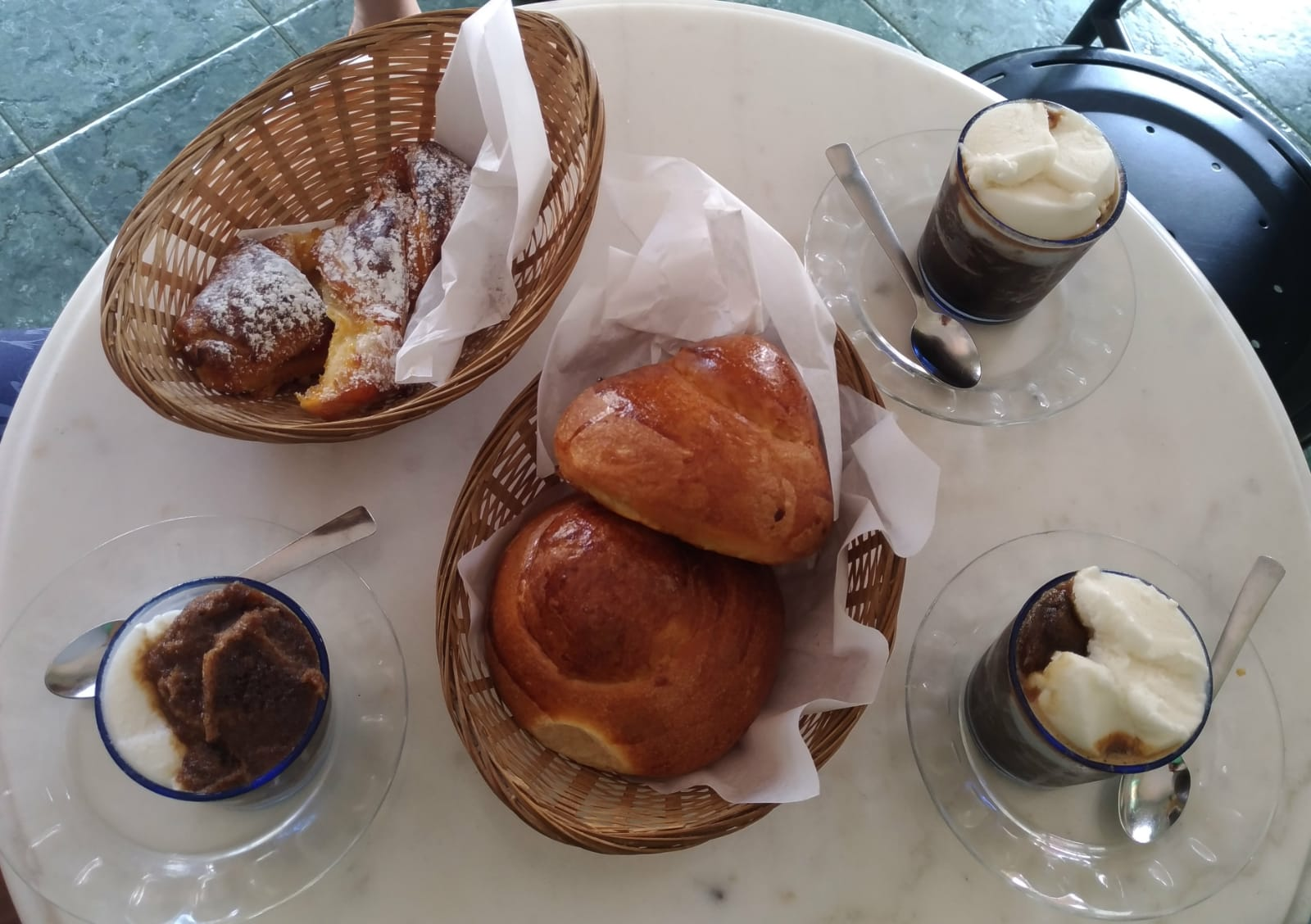
Brioscia e granita alla siciliana
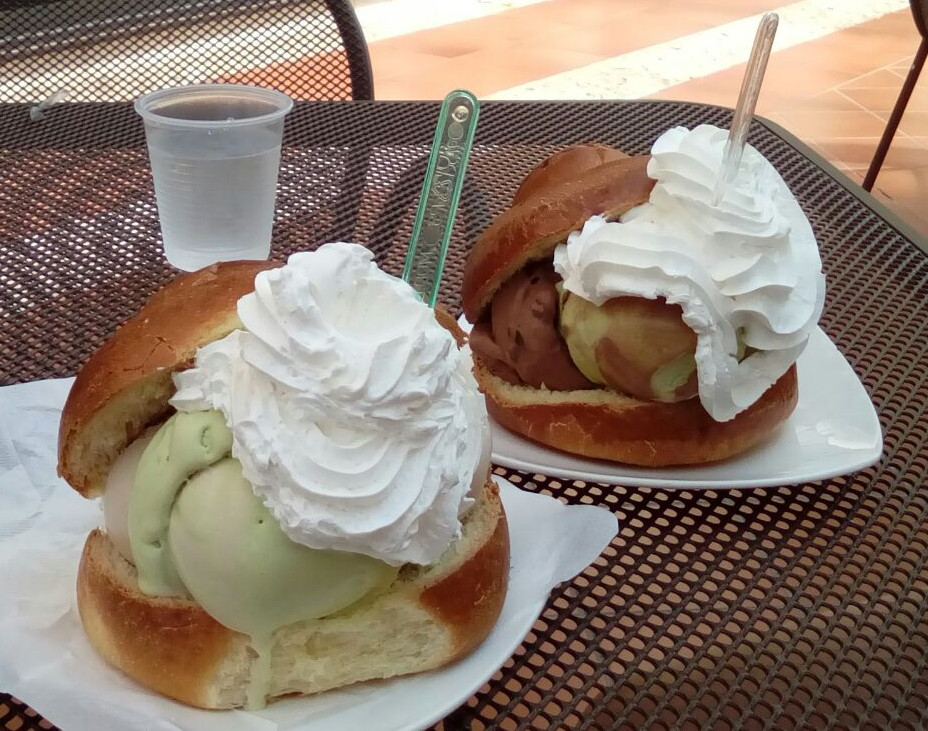
Brioche con gelato
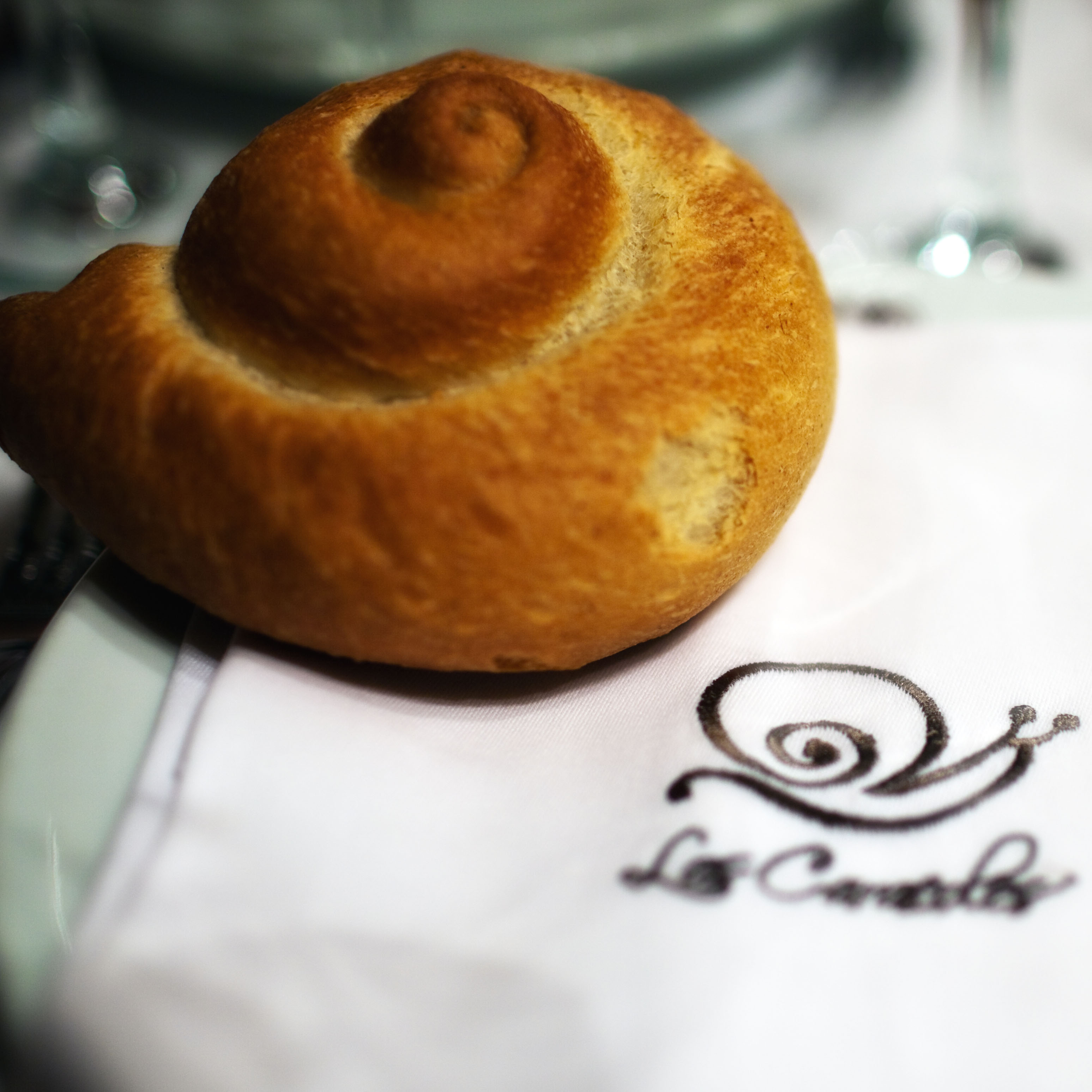
Caracole catalana
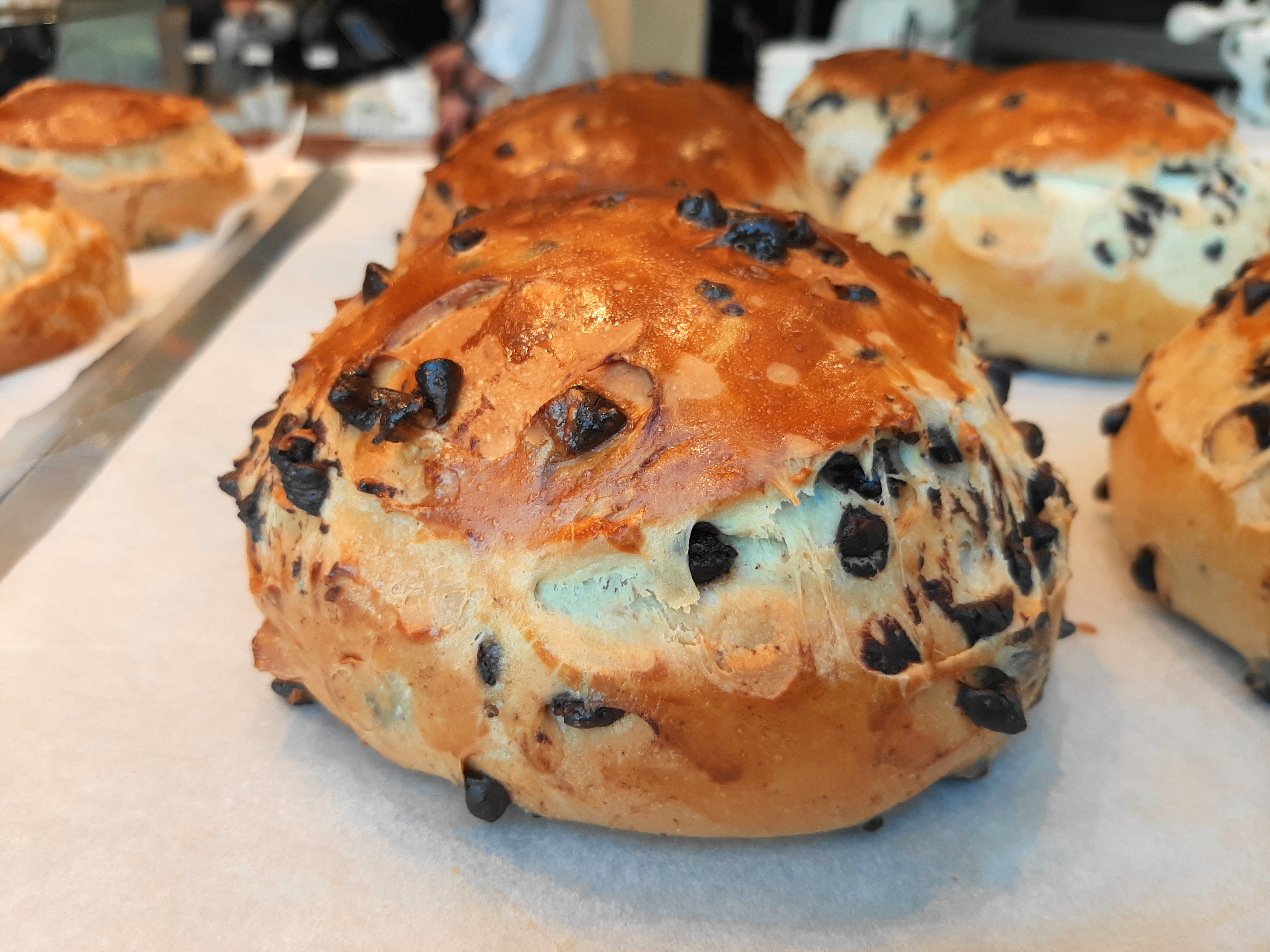
Brioche aux raisins belghe
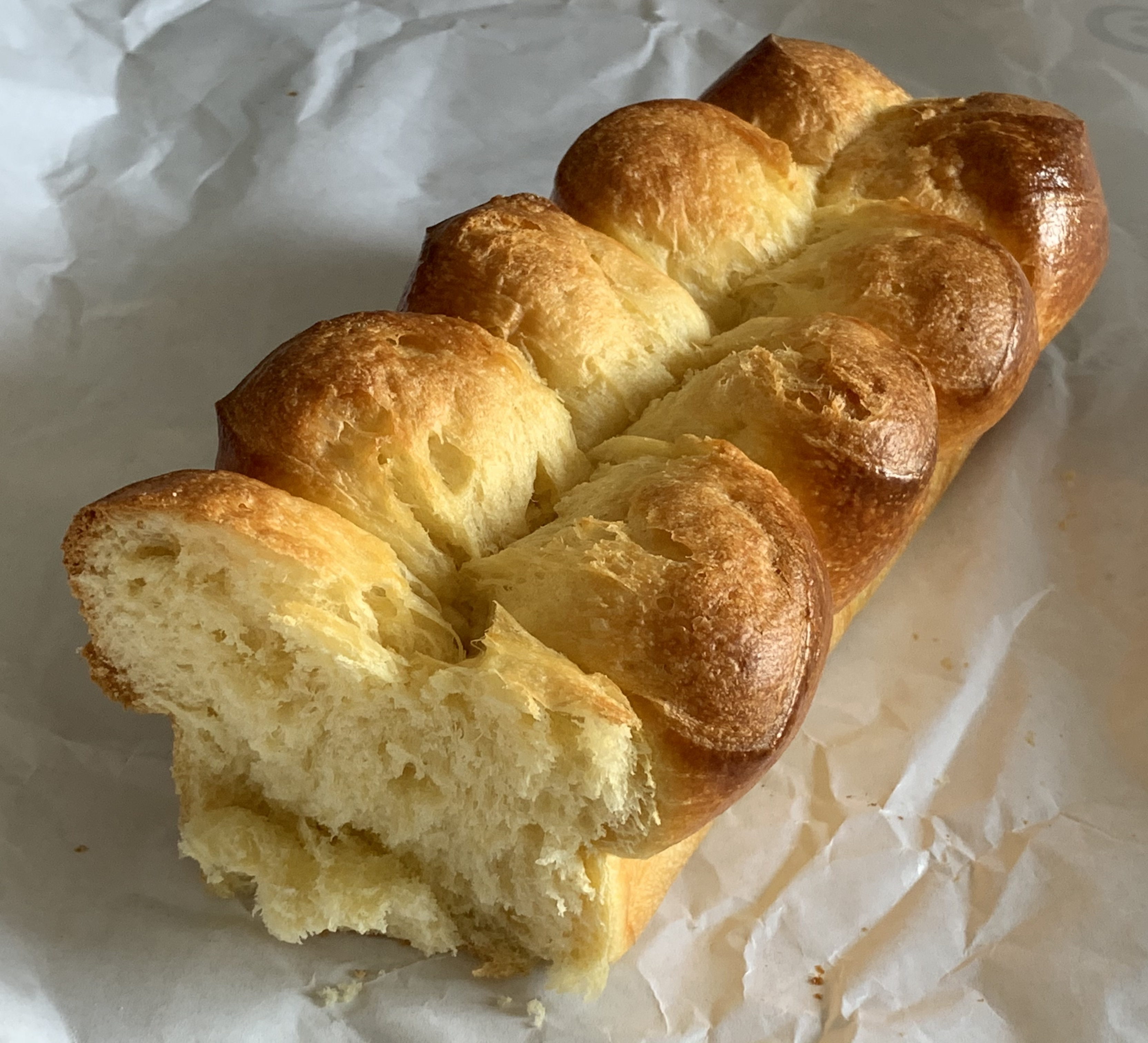
Brioche di Nanterre